# Fred P. Cone
Frederick Preston Cone (Contea di Columbia, 28 settembre 1871 – Lake City, 28 luglio 1948) è stato un politico statunitense. Fu il 27º governatore della Florida dal 1937 al 1941. Fondò, nel 1911, insieme ad altri otto importanti cittadini di Lake City, in Florida, la Columbia County Bank, banca tuttora esistente.